# Highland Park (Meridian, Mississippi)
Het Highland Park is een historisch park in de Amerikaanse stad Meridian in Mississippi. Het park is de locatie van een museum ter ere van Jimmie Rodgers (die afkomstig was uit Meridian), en werd in 1979 toegevoegd aan het National Register of Historic Places. In het park is ook de Dentzel Carousel and Shelter Building te vinden, een National Historic Landmark die rond 1896 door Gustav Dentzel uit Philadelphia werd gebouwd. De historische carrousel is de enige nog bestaande Dentzel-draaimolen met twee rijen dierfiguren.

## Geschiedenis
De geschiedenis van Highland Park begon in de late 19e eeuw, toen de omgeving werd gebruikt voor de Meridian Fair and Livestock Exposition. De Fair and Exposition Corporation werd in 1904 opgericht door enkele grote namen in Meridian – waaronder Israel Marks, de gebroeders Threefoot, en de Rothenbergs – en nam inspiratie uit wereldtentoonstellingen zoals de Chicago World's Fair in 1893 en de International Cotton Exposition in Atlanta in 1895 Ze kochten land in het westen van Meridian, maar maakten nooit plannen voor wat ze ermee gingen doen. Toen de organisatie in 1906 werd opgeheven, werd het eigendomsrecht van het land overgedragen aan een groep non-profitorganisaties. De stad stichtte in 1908 een parkorganisatie, die de taak had om land te verzamelen en de eerste plannen voor het park te maken.

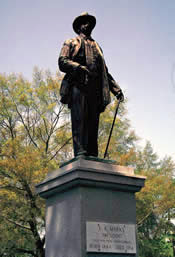
Israel A. Marks (1913), door Allen George Newman

In de periode waarin Highland Park werd ontworpen, waren attractieparken met trams een nationale trend, en bedrijven in de elektrische spoorwegindustrie wilden hun activiteiten uitbreiden door deze parken op te kopen of erin te investeren. The Meridian Light and Railway Company volgde de nationale trend en bouwde een spoorlijn, die op 8th Street begon. De lijn volgde 34th Avenue, draaide vervolgens tussen 19th en 20th Street naar het westen en liep in die richting naar Highland Park. Het perron voor de tramlijn lag in de noordoostelijke hoek van het park, bij de hoofdingang. Het perron was via een promenade verbonden met een kleine vijver, een carrouselgebouw, een grote loveseat, een bronzen standbeeld van Israel Marks, en een prieel. Vanaf de promenade liep een stoep naar een danspaviljoen, en een andere stoep verbond het prieel met een muziekpaviljoen. Ten zuiden van deze gebouwen lagen een lagune, alligatorvijver, voetgangersbrug en broeikas. In het westelijke gedeelte van het park waren twee overdekte picknickplaatsen, een klein toiletgebouw, en een amfitheater met verschillende lagen. Het noordelijke gedeelte van het park was oorspronkelijk bedoeld voor voetgangers, en het zuidelijke gedeelte was uitsluitend voor vervoer met paard.
Een monument ter ere van Frank M. Zehler, een brandweerman die in 1901 tijdens zijn werk overleed, werd in de jaren '20 naar het park verplaatst vanuit zijn oorspronkelijke locatie, de kruising van 23rd Avenue en 4th Street in de binnenstad van Meridian. In de jaren '30 werden twee zwembaden op de locatie van het voormalige danspaviljoen gebouwd, evenals een winkelgebouw van één verdieping in de noordwestelijke hoek van het park en een arboretum naast het amfitheater. De paden in het park werden in de jaren '40 verhard, zodat voertuigen er overheen konden rijden. In 1972 stond een kleine straaljager in het park, tussen de zwembaden en de promenade. Sindsdien zijn ook een kantoor van de gemeenteafdeling parken en recreatie, een museum over Jimmie Rodgers, een stoomlocomotief met eindwagon, speeltoestellen, en het Frank Cochran Center geplaatst. Van de oorspronkelijke locaties in het park is alles behalve het danspaviljoen en de broeikas nog steeds aanwezig.

## Dentzelcarrousel

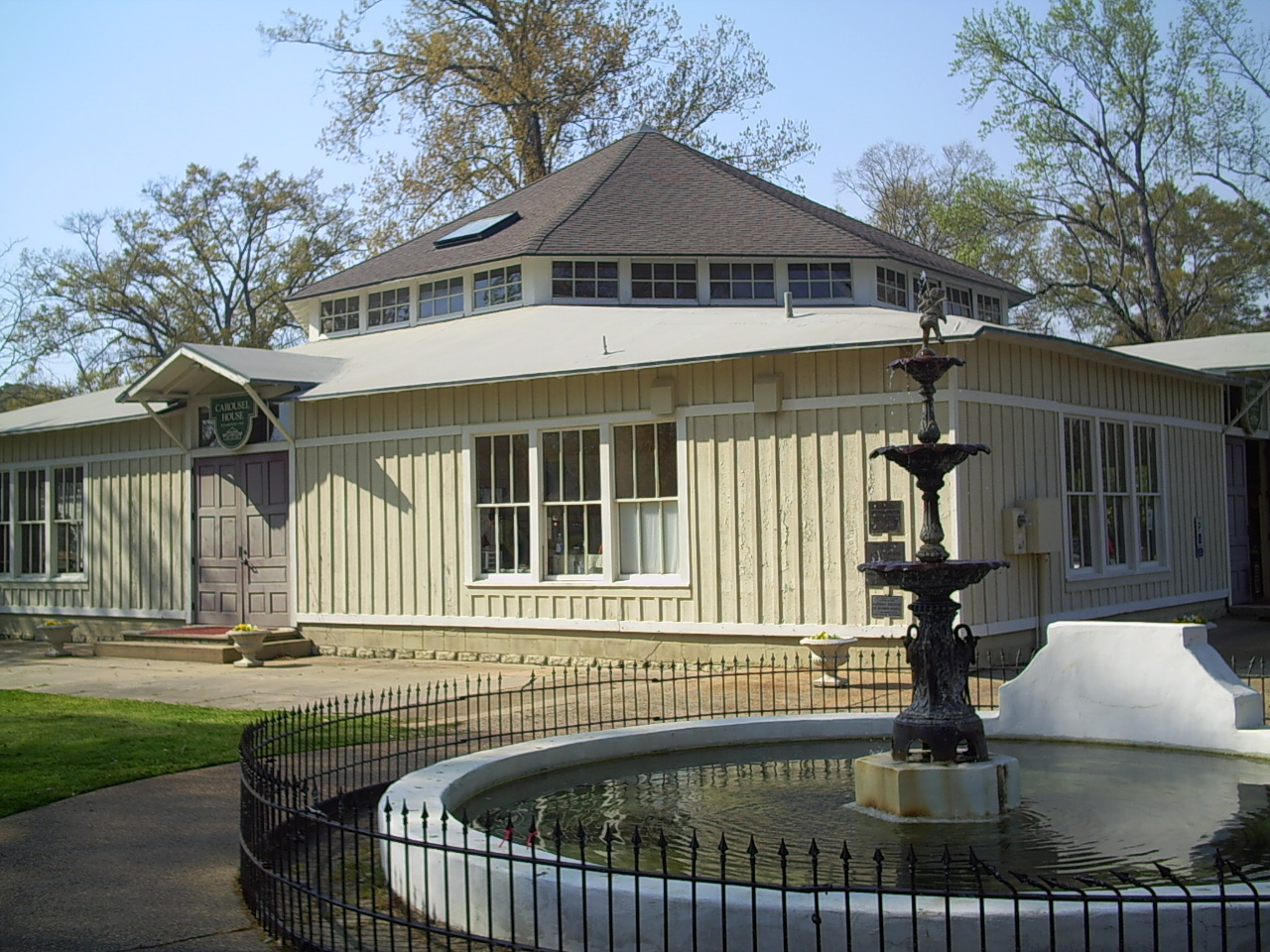
Historische Dentzelcarrousel

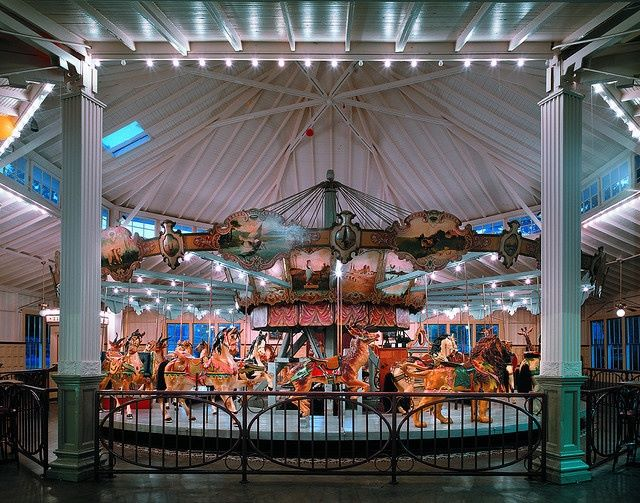
Dentzelcarrousel in Highland Park

Het Dentzel Carrousel and Shelter Building in Highland park werd rond 1896 gebouwd door Gustav Dentzel uit Philadelphia, voor de St. Louis Exposition in 1904. Meridian kocht de carrousel in 1909 en plaatste het samen met zijn omhullende gebouw in het park. Het is 's werelds enige nog bestaande Dentzel-draaimolen met twee rijen dierfiguren, en werd in 1987 om die reden tot National Historic Landmark verklaard. Het Shelter Building dat om de carrousel heen is gebouwd (ook een National Historic Landmark) is het enige overgebleven originele carrouselgebouw dat aan de hand van een ontwerp van Dentzel is gebouwd.
Het gebouw was tussen 1983 en 1984 gesloten vanwege een grote restauratie, en terwijl er fondsen werden geworven, stonden de dieren uit de carrousel bij verschillende plaatselijke instituten. Tussen 1984 en 1995 werden die dieren, de koetsen en olieverfschilderijen van de carrousel naar hun oorspronkelijke uiterlijk teruggebracht. Deze restauratie werd uitgevoerd door Rosa Ragan uit Raleigh in North Carolina, een van de voornaamste restauratie-experts van de Verenigde Staten.

## Jimmie Rodgers-museum
In het park ligt een museum over Jimmie Rodgers, bedoeld om deze in Meridian geboren legende uit de countrymuziek te eren. Het museum is een tentoonstelling van memorabilia uit het leven en de carrière van de 'Singing Brakeman' (waaronder zijn originele gitaar) en allerlei spoorwegobjecten uit de tijd van de stoomlocomotief – het 'gouden tijdperk' van Meridian. Naast het in 1976 gebouwde museumgebouw zelf staan op andere plaatsen in het park gedenktekens voor de countryster, en de op een kort stuk rails geplaatste stoomlocomotief van Baldwin uit 1917 staat symbool voor de sterke connectie die Meridian heeft met de spoorweggeschiedenis. De locomotief kwam van de spoorlijn van Susquehanna en New York. maar werd later gebruikt door de spoorwegen van Meridian en Bigbee, die het in 1953 aan de stad doneerden om alle overleden spoormedewerkers te herdenken. De locomotief werd in 1970 naar het park verplaatst.

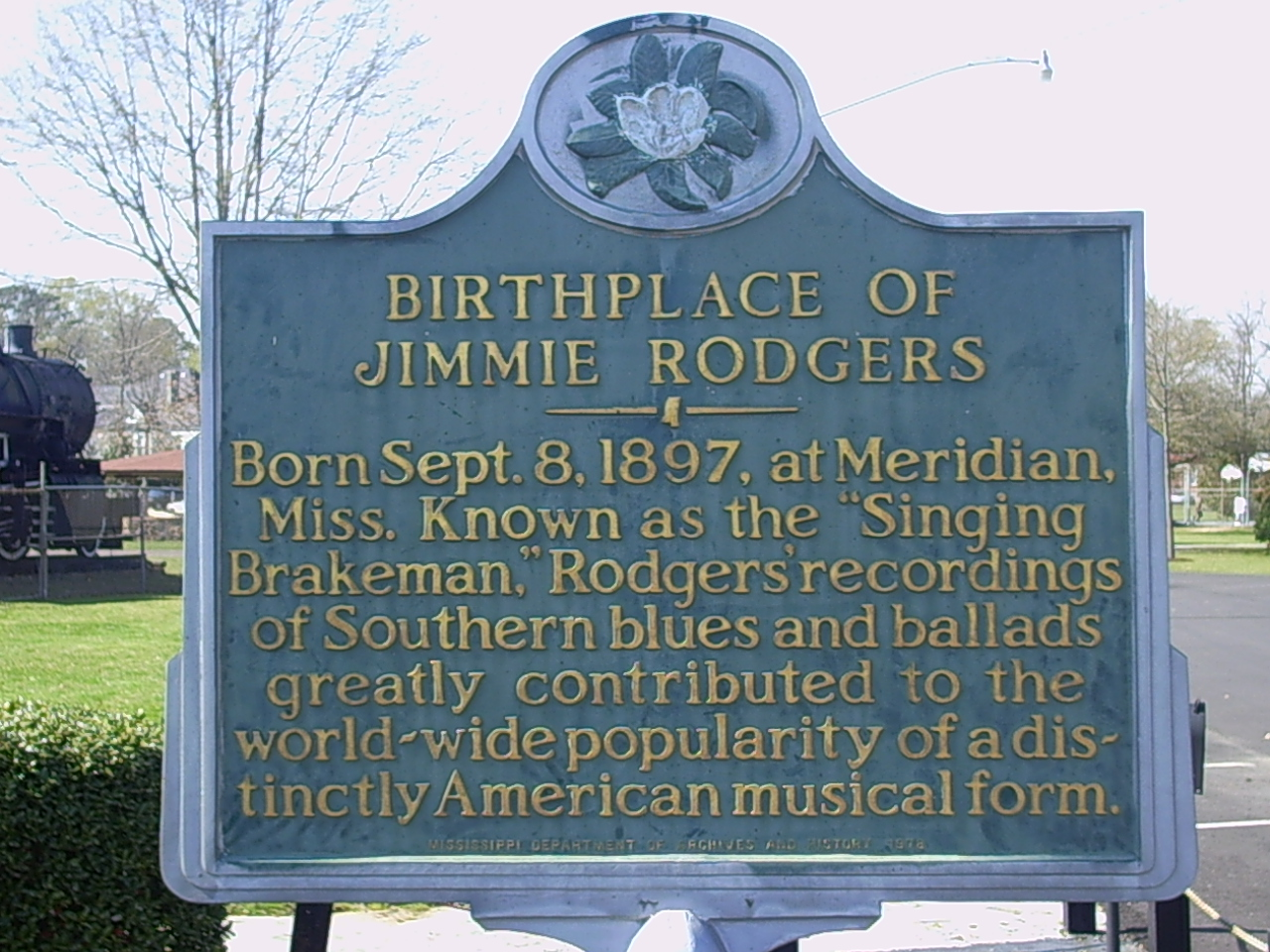
museumbord
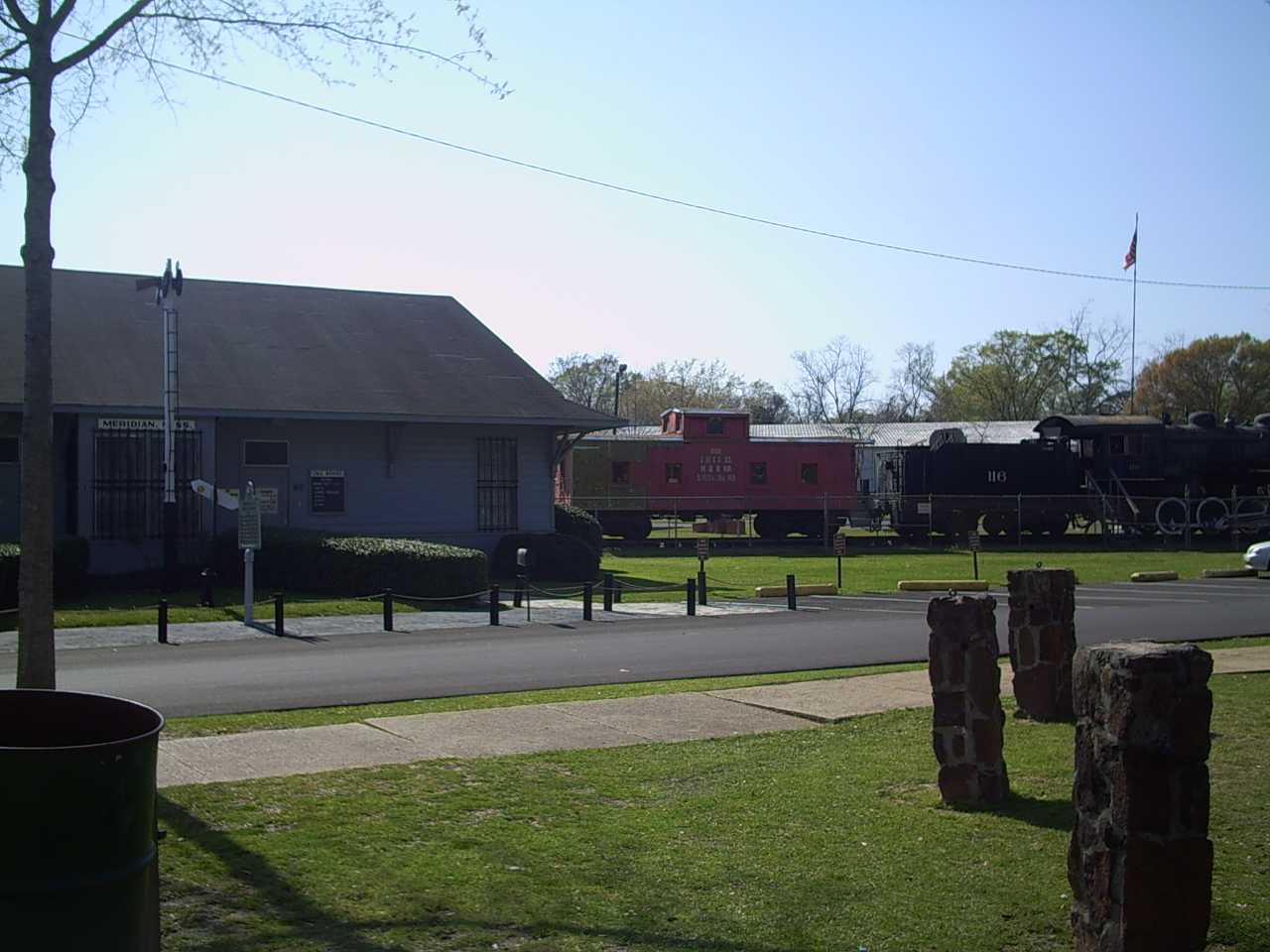
het museum
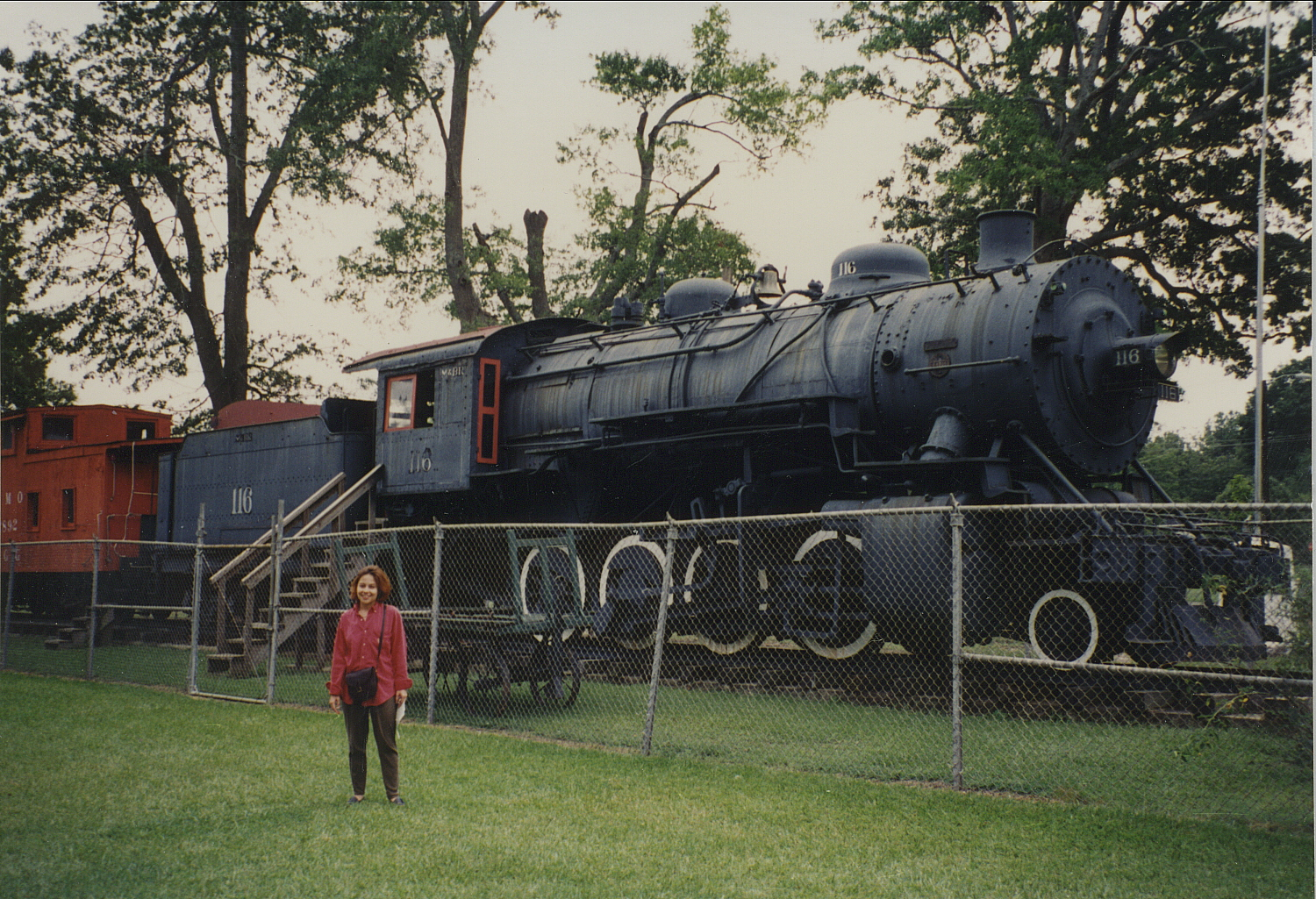
Locomotief erbuiten

## Arts in the Park-festival

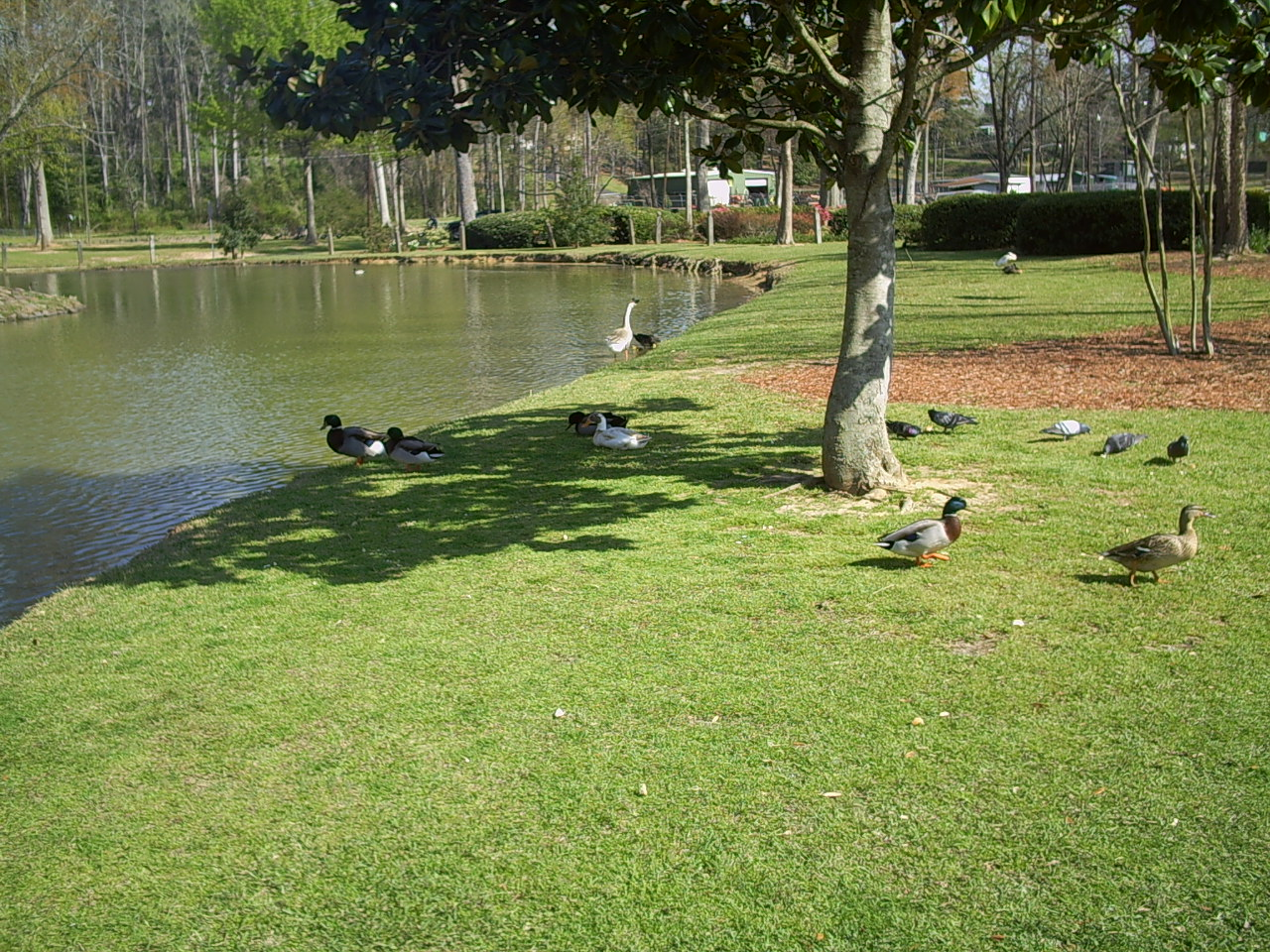
Eenden in het park

Het park was de locatie voor het jaarlijkse Arts in the Park-festival, dat daar vanaf zijn eerste editie in 1971 werd gehouden. In 2006 koos de Meridian Council of Arts er echter voor om het festival naar Bonita Lakes te verplaatsen, ook in Meridian. In 2009 werd het festival met het Threefoot Arts Festival gecombineerd tot het Threefoot festival, en verhuisde het naar de binnenstad van Meridian.
Arts in the Park, dat op de eerste zaterdag van april wordt gehouden, biedt (uitvoerend) kunstenaars, ambachtsmensen en muzikanten expositiemogelijkheden voor verschillende kunstsoorten. Plaatselijke (kerkelijke) dansgroepen en toneelgroepen, vechtkunstgroepen, zangers, bands en koren voeren op twee verschillende podiums hun kunsten uit voor het publiek. Tijdens het festival wordt ook een kunstwedstrijd met jury gehouden, en is er een werkplaats zonder wedstrijdelement. Arts in the Park is een inkomstenbron voor non-profitorganisaties, en een promotiemiddel voor de kunsten. De non-profitorganisaties die aan Arts in the Park meedoen zijn over het algemeen kunstorganisaties, plaatselijke kerken, en verschillende liefdadigheidsorganisaties uit de omgeving.